# جانسویل (آیووا)
جانسویل (به انگلیسی: Janesville) شهری در ایالت آیووا کشور ایالات متحده آمریکا است که جمعیت آن در سرشماری سال ۲۰۱۰ میلادی، ۹۳۰ نفر بوده‌است.